# アスア州
アスア州 (アスアしゅう、スペイン語：Azua / スペイン語発音: [ˈaswa])は、ドミニカ共和国の州。
2017年の人口は22万470人。
州都はアスア。

## 隣接州
- 北～北東：ラ・ベガ州
- 東：サン・ホセ・デ・オコア州
- 南東：ペラビア州
- 南：カリブ海
- 南西：バラオーナ州
- 北西：サン・フアン州

## 行政区画
- アスア（英語版）：州都
- エステバニア（英語版）
- グアヤバル（英語版）
- サバナ・ジェグア（英語版）
- タバラ・アリバ（英語版）
- パードレ・ラス・カサス（英語版）
- プエブロ・ビエホ（英語版）
- ペラルタ（英語版）
- ラス・チャルカス（英語版）
- ラス・ヤヤス・デ・ビアハマ（英語版）